# Raciążnica
Die Raciążnica ist ein rechter Zufluss der Wkra in Polen.

## Geografie
Der 56,9 km lange Fluss entspringt in der Umgebung des Dorfs Kuski (Gmina Rościszewo (Powiat Sierpecki)) nordöstlich der Stadt Sierpc in der Woiwodschaft Masowien, fließt dann in generell südöstlicher Richtung, durchfließt die Kleinstadt Raciąż, kreuzt die Droga krajowa 7 und mündet in Sochocin in die Wkra.